# Tulsa Automobile & Manufacturing Company
Tulsa Automobile & Manufacturing Company war ein US-amerikanischer Hersteller von Kraftfahrzeugen. Es findet sich auch die Firmierung Tulsa Auto & Mfg Co.

## Unternehmensgeschichte
J. E. Crosbie, Schuyler C. French und F. L. Middleton gründeten 1911 das Unternehmen. Der Sitz war in Tulsa in Oklahoma. Im Februar 1912 wurde die Pioneer Car Company übernommen. In dem Jahr begann die Produktion von Personenkraftwagen. Der Markenname lautete Tulsa, evtl. auch Oilflyer. Der Schwerpunkt lag allerdings auf Nutzfahrzeugen. 1913 endete der Pkw-Bau. Nutzfahrzeuge wurden bis 1916 gefertigt.
Die Witt-Thompson Motor Company bezog ein paar Jahre später das Werk und stellte ebenfalls Pkw der Marke Tulsa her.

## Fahrzeuge
Eines der Fahrzeuge wird als Lieferwagen für die Arbeit auf den Ölfeldern beschrieben. Eine Quelle vermutet, dass dazu Teile verwendet wurden, die von Pioneer übernommen wurden.
Die Nutzfahrzeuge waren mit 0,75 Tonnen, 1 Tonne und 1,5 Tonnen Nutzlast angegeben.